# ملیسا ولف
ملیسا ولف (انگلیسی: Melissa Wolf؛ زاده ۱۴ آوریل ۱۹۶۴) یک مانکن و تن‌فروش اهل کانادا است. 